# Xerophyta connata
Xerophyta connata là một loài thực vật có hoa trong họ Velloziaceae. Loài này được McPherson & van der Werff miêu tả khoa học đầu tiên năm 1997.